# 폴스타 3
폴스타 3(Polestar 3)은 폴스타의 준대형 전기 SUV이다. 스웨덴 자동차 제조사 볼보자동차가 생산하고 폴스타 브랜드로 판매할 고성능 배터리 전기 중형 럭셔리 크로스오버 SUV다.